# Amietophrynus chudeaui
Amietophrynus chudeaui е вид земноводно от семейство Крастави жаби (Bufonidae).

## Разпространение
Видът е разпространен в Мали.